# 胡林翼
胡林翼（1812年7月14日—1861年9月30日），字貺生，号潤之，湖南長沙府益陽（今益陽市赫山區）人，晚清中興名臣、政治家、文學家、理學家、軍事家，是湘軍前身湘勇重要首領。道光丙申進士，官至湖北巡撫。

## 生平
祖父胡顯韶，為諸生；父親胡達源，任翰林院侍講。胡林翼生於嘉慶十七年六月初六日酉時，少時風流無賴，然天資聰穎，“笃嗜《史记》、《漢書》、《左氏传》、《資治通鑑》既中外舆图地志，山川危塞、兵政机要，探讨尤力。”道光十年（1831年）在桃花江陶氏别墅娶两江总督陶澍之女陶静娟，婚後仍流連於秦淮河畔，陶澍说：“润之之才，他日勤劳将十倍于我，后此将无暇行乐，此时姑纵之。”道光十六年（1836年）24歲中進士，選庶吉士，散館授翰林院編修。先后充任会试同考官、江南乡试副考官(文慶任主考官)，道光廿年(1840)因江南鄉試安徽錄取人數超額事降一級(從七品)調用(文慶遭革職)。期間岳父陶澍去世，後父喪丁憂去職，長達七年，服闕后，捐納內閣中書。
道光二十六年（1846年）以知府分发贵州, 历任安顺、镇远、黎平知府及贵东道，“勵志政事，軍興而後益以名節厲世，頗似信國少保”。在任强化团练、保甲，镇压黄平、台拱、清江、天柱等地苗族起义和湖南李沅发起义，后总结战争经验编成了《胡氏兵法》。太平軍西征，湖北成為主戰場，胡時任安順知府，曾國藩推薦其襄助湖廣總督吳文熔，咸丰四年（1854年）春，擢贵东道。出黔抗击太平军，胡率600名貴州練勇奔赴湖北戰場，無奈尚未抵達武昌，吳已兵敗自殺；7月，升四川按察使，仍驻防岳州；9月调湖北按察使，赴援九江。1855年3月，升湖北布政使，率大军回援武昌；4月，武昌失守，前三任湖北巡抚皆于任内阵亡，或被太平军逼迫自尽，武昌失守，至胡就任后才反败为胜守住武昌，并二度派兵拯救初用兵不知军的曾国藩部，奉诏署湖北巡抚，负责南岸军事，与曾国藩策划围攻武昌。领清军与太平军激战，三夺武昌，次年12月，第四场争夺战清才收復破武昌城，授胡湖北巡抚。咸豐七年（1857年），擊潰陳玉成部，次年五月攻佔九江，不久合圍安慶；十一月，主力李續賓部在“三河之戰”全軍覆沒，其勢遂受挫。
咸豐九年（1859年），與曾國藩分兵四路進攻安徽。咸豐十一年（1861年）春，太平軍攻入湖北，胡林翼率部回援，八月曾國荃攻下安慶，时皇帝咸丰病逝，胡闻讯大恸致病情加重，八月二十六日亥時，胡林翼在武昌病卒。胡與正房陶靜娟生有一女胡端儀，咸豐三年（1853）五月嫁監察御史周開銘。

## 特質
胡受曾國藩推薦提拔，進入湘軍，與曾國藩，並稱曾胡；胡之人格特質，若與曾國藩相比，曾為人持重堅韌，胡為人明快果斷；曾做事謹慎多慮，胡做事氣魄宏大；曾以道義感孚世人，胡以權術收攏人心。曾胡兩人皆為湘軍主帥，曾以剛強示人，遇事不退讓，與同僚關係惡劣，甚至敢與皇帝咸豐頂撞，而胡以柔術著稱，既能取悅皇帝咸豐，也能以靈活手段推功讓能，協調官僚關係；正因這兩種截然不同的個性，剛柔兼容並濟，才使湘軍得以發展壯大。

## 事蹟

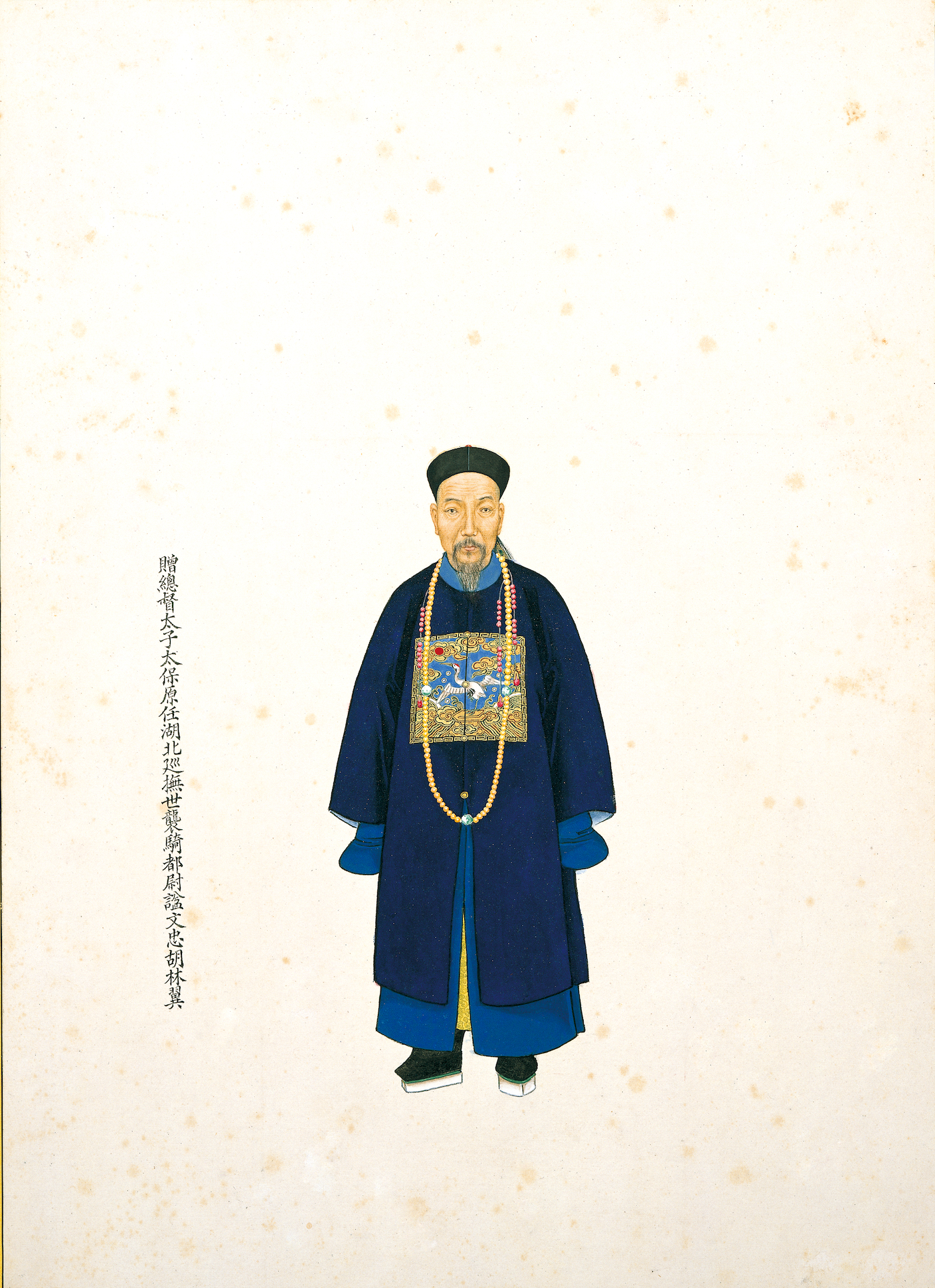
胡林翼像

據言胡林翼一日在安慶長江沿岸策馬登山，瞻眺形勢。他以勝券在握的口氣道：「此處俯視安慶，如在釜底，賊不足平也！」當他策馬下山，馳至江畔，猛然看見江中兩艘西洋新式軍艦，鼓輪逆流而上，飛快游弋，中國船舶難以望其項背。胡林翼憂心洋人勢力，立即變色不語，勒馬回營途中忽大口嘔血，幾乎墜馬。此後每當有人與胡林翼談起洋人洋務，他總是搖手閉目，神情黯然，歎稱：「此非吾輩所能知也……」不久後便死去，此说也尽述英国与1750年起史帝文生发明机车头即工业革命起，国力的长足强盛，但清中国仍抱残守缺于农业时代，与世界先进国国力严重落后。
胡林翼雖早歿，但生平推功讓能、調和諸將之力甚強。咸豐六年，胡林翼升為湖北巡撫，極力籠絡時任湖廣總督的滿洲權貴官文，其母收官文之妾為義女，又處處讓利給官文，故胡林翼所言，官文無不言聽計從，為平定太平天國奠定良好基礎，史載“林翼威望日起，官文自知不及，思假以为重，林翼益推诚相结纳，于是吏治、财政、军事悉听林翼主持，官文画诺而已。不数年，足食足兵，东南大局，隐然以湖北为之枢。”曾國藩說：「林翼堅持之力，調和諸將之功，綜覈之才，皆臣所不逮，而尤服其進德之猛。」，死後諡文忠。
雖認識時間不長，胡林翼對剛加入湘軍的李鴻章愛護有加。曾國藩指派李鴻章回鄉訓練淮勇，胡林翼的建議可能有很大作用。

## 著作
所著《读史兵略》46卷，奏议、书牍10卷等，辑有《胡文忠公遗集》。曾绘制《大清一统舆图》，为中国早期较完整的全国地图。
雲南將軍蔡锷特别崇拜胡林翼的军事才能，把曾国藩、胡林翼的治军用兵之道编成《曾胡治兵语录》，蒋介石把这本书作为黄埔军校学生的必读教材。青年时代的毛泽东，阅读了《胡文忠公全集》，也十分钦佩胡林翼的文韬武略和做人为官之道，遂把自己的字也改为“润芝”或“润之”。

## 延伸阅读
[在维基数据编辑]
 在维基文库阅读此作者作品（ 在维基共享资源阅览影像）
 《清史稿·卷406》，出自趙爾巽《清史稿》
| 官衔          | 官衔                   | 官衔          |
| ------------- | ---------------------- | ------------- |
| 前任： 陶恩培 | 湖北巡撫 1855年—1861年 | 繼任： 李續宜 |